# Nokia 8310
Nokia 8310 — мобильный телефон, выпускавшийся Nokia в период с 2001 по 2002 год. Принадлежащий серии 8000, телефон был флагманом премиум-класса от Nokia и продавался по цене, превышающей £400 (фунтов стерлингов) в начале продаж. Включающий фирменное меню Nokia и GUI, телефон был прост в эксплуатации, но содержал расширенные функции премиум-класса, которые обычно не встречались в телефонах того времени, такие как инфракрасный порт и полнофункциональный календарь, а также был первым телефоном Nokia, который мог похвастаться GPRS и FM-радио.
8310 имеет одну и ту же платформу (операционная система Series 40) и форму с Nokia 6510, последний из которых является ещё более ориентированным на бизнес и использует дисплей с более высоким разрешением 96x60. Лицевые панели, предназначенные для модели 8310, могут быть установлены на 6510 и наоборот.

## Разновидности
Также была выпущена версия GSM-1900 для североамериканского рынка под названием Nokia 8390. AT&T Wireless и Rogers Communications предложили 8390 в США и Канаде, соответственно.